# Casimiro López Llorente
Casimiro López Llorente (ur. 10 listopada 1950 w Burgo de Osma) – hiszpański duchowny katolicki, biskup Segorbe-Castellón od 2006.

## Życiorys
Studiował w seminarium duchownym diecezji Osma-Soria. Uzyskał ponadto tytuły licencjackie z teologii (na Papieskim Uniwersytecie w Salamance) oraz z prawa kanonicznego (na Uniwersytecie Ludwika i Maksymiliana w Monachium).
Święcenia kapłańskie otrzymał 6 kwietnia 1975. Po święceniach został asystentem w instytucie teologicznym uniwersytetu w Monachium (1977-1985). W rodzinnej diecezji był m.in. promotorem sprawiedliwości i obrońcą węzła (1986-1993), rektorem seminarium (1988-1993) i wikariuszem generalnym (1993-2001). Odpowiadał także za m.in. kontakty ekumeniczne.

### Episkopat
2 lutego 2001 papież Jan Paweł II mianował go biskupem ordynariuszem diecezji Zamora. Sakry biskupiej udzielił mu 25 marca 2001 ówczesny nuncjusz w Hiszpanii - abp Manuel Monteiro de Castro.
25 kwietnia 2006 został przeniesiony do diecezji Segorbe-Castellón. 23 czerwca objął rządy w diecezji.